# Roy Romain

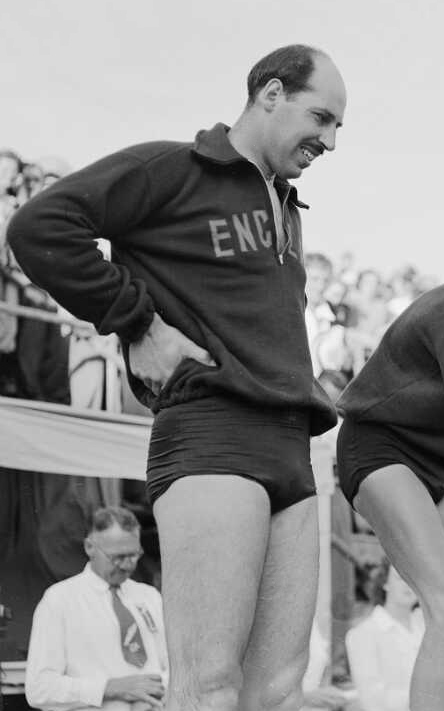
Roy Romain bei den British Empire Games 1950

Royston „Roy“ Isaac Romain (* 27. Juli 1918; † 19. Dezember 2010 in Ashford, Surrey) war ein britischer Schwimmer. Bei Europameisterschaften erschwamm er eine Goldmedaille und bei Commonwealth Games je eine Gold- und Silbermedaille.

## Karriere
Der 1,98 Meter große Roy Romain war Spezialist im Brustschwimmen. Ab 1938 schwamm er bei Wettbewerben und noch vor dem Zweiten Weltkrieg trat er bei einem Länderkampf gegen Deutschland an. Er studierte Jura an der London University. Im Zweiten Weltkrieg war er die längste Zeit in Nordafrika im Einsatz. Nach dem Krieg schwamm er für den Otter Swimming Club in London.
Bei den ersten Europameisterschaften nach dem Krieg, die 1947 in Monte Carlo ausgetragen wurden, gewann Romain die einzige Goldmedaille für die britische Mannschaft. Über 200 Meter Brust siegte er in 2:40,1 Minuten mit anderthalb Sekunden Vorsprung vor dem Jugoslawen Anton Cerer. Im Jahr darauf bei den Olympischen Spielen 1948 in London verfehlte er als Fünfter seines Halbfinales den Finaleinzug um einen Platz, aber fast fünf Sekunden. 1950 bei den British Empire Games 1950 in Auckland siegte er in der 3-mal-110-Yards-Lagenstaffel zusammen mit Jack Hale und Pat Kendall. Über 220 Yards Brust wurde er Zweiter hinter dem Australier David Hawkins.
Roy Romain war zusammen mit seinem Schwager in eigener Kanzlei als Solicitor tätig. In seiner Freizeit blieb er als Schwimmer aktiv bis ins hohe Alter. Mit über 70 Jahren wurde er Senioreneuropameister und Seniorenweltmeister. Neben dem Schwimmsport war er auch dem Motorsport verbunden, er fuhr gern mit einem Jaguar auf der Rennstrecke in Brands Hatch.